# Pedro Santa Cecilia
Pedro Santa Cecilia García genannt Pedro (* 10. März 1984 in Gijón) ist ein spanischer Fußballspieler, der beim Aufsteiger und Erstligisten Sporting Gijón unter Vertrag steht und hauptsächlich im Mittelfeld eingesetzt wird.
In seiner Jugend spielte Pedro für die traditionsreiche Mannschaft der von den Jesuiten geführten Schule Colegio de la Inmaculada in Gijón. Noch als Jugendspieler wechselte er zu Sporting Gijón, dem bedeutendsten Verein seiner Heimatstadt. Sein Debüt in der ersten Mannschaft von Sporting gab er am 12. Februar 2006 beim 0:0 gegen Recreativo Huelva. Mit der Zeit wurde Pedro eine feste Größe in der Mannschaft, so dass er in der Aufstiegssaison 2007/2008 37 von 38 Spielen bestritt und einen bedeutenden Anteil am Aufstieg nach zehnjähriger Abstinenz aus der ersten Liga hatte.